# Verband der Heimkehrer, Kriegsgefangenen und Vermisstenangehörigen Deutschlands

Heimkehrender Kriegsgefangener 1955

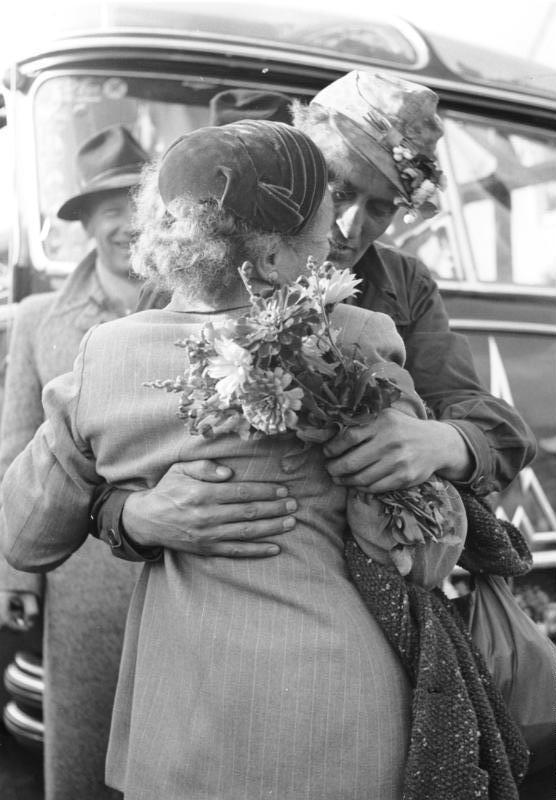
Ankunft von Kriegsheimkehrern im Grenzdurchgangslager Friedland, 1955

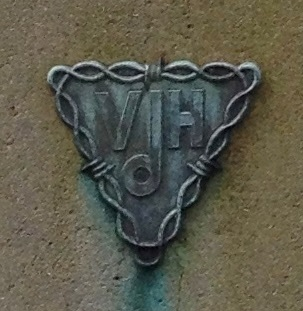
Zeichen des Verbandes (Heimkehrer-Gedenkstätte Goslar)

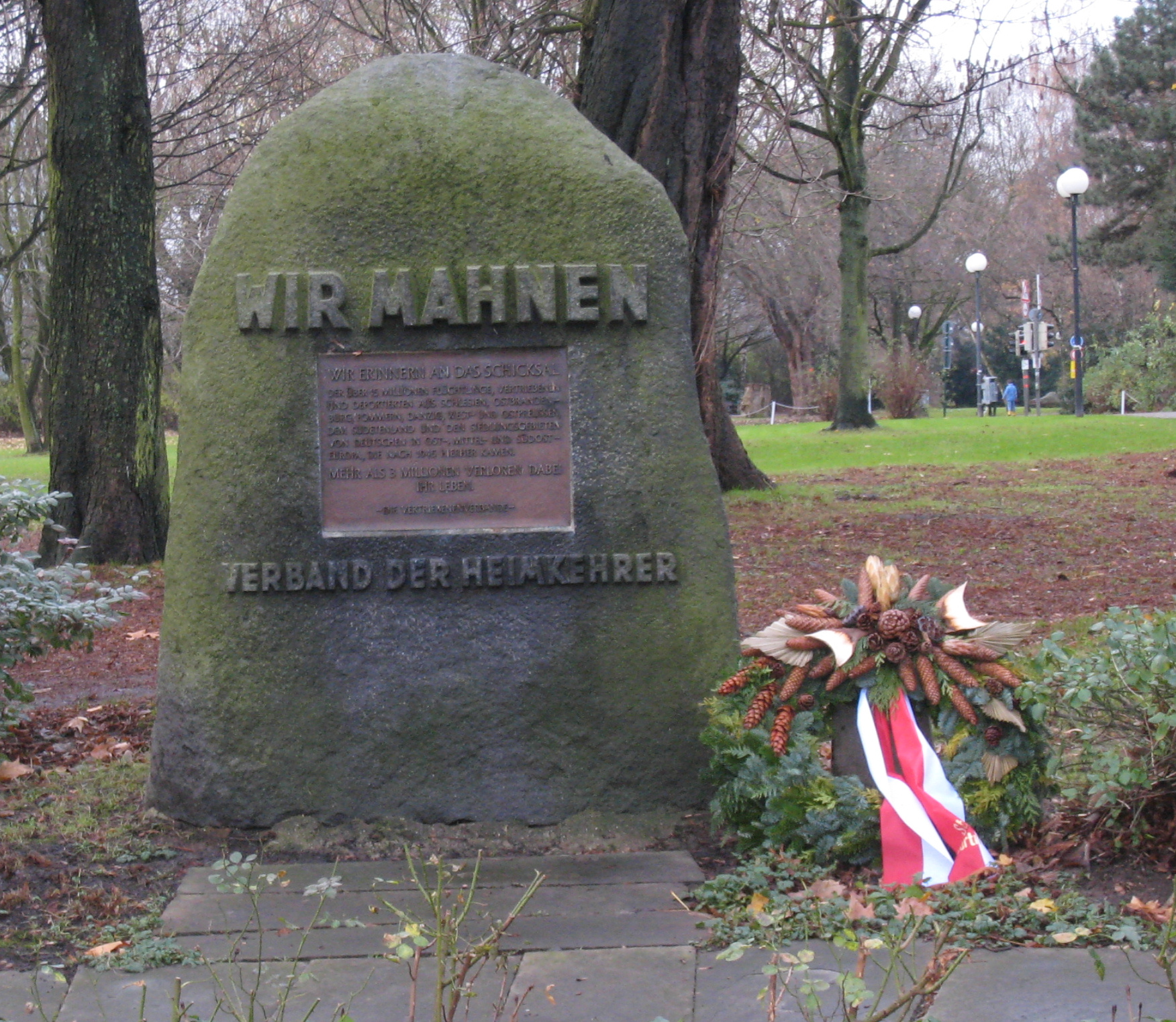
Ehrenmal des Verbandes der Heimkehrer, Stadewäldchen Dortmund

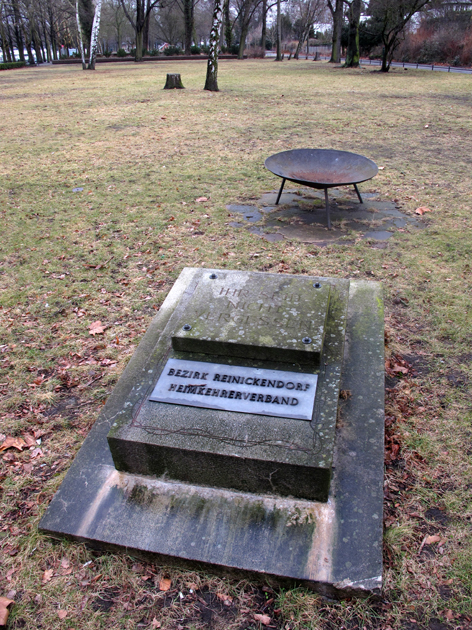
Gedenkstein des VdH in Berlin-Tegel

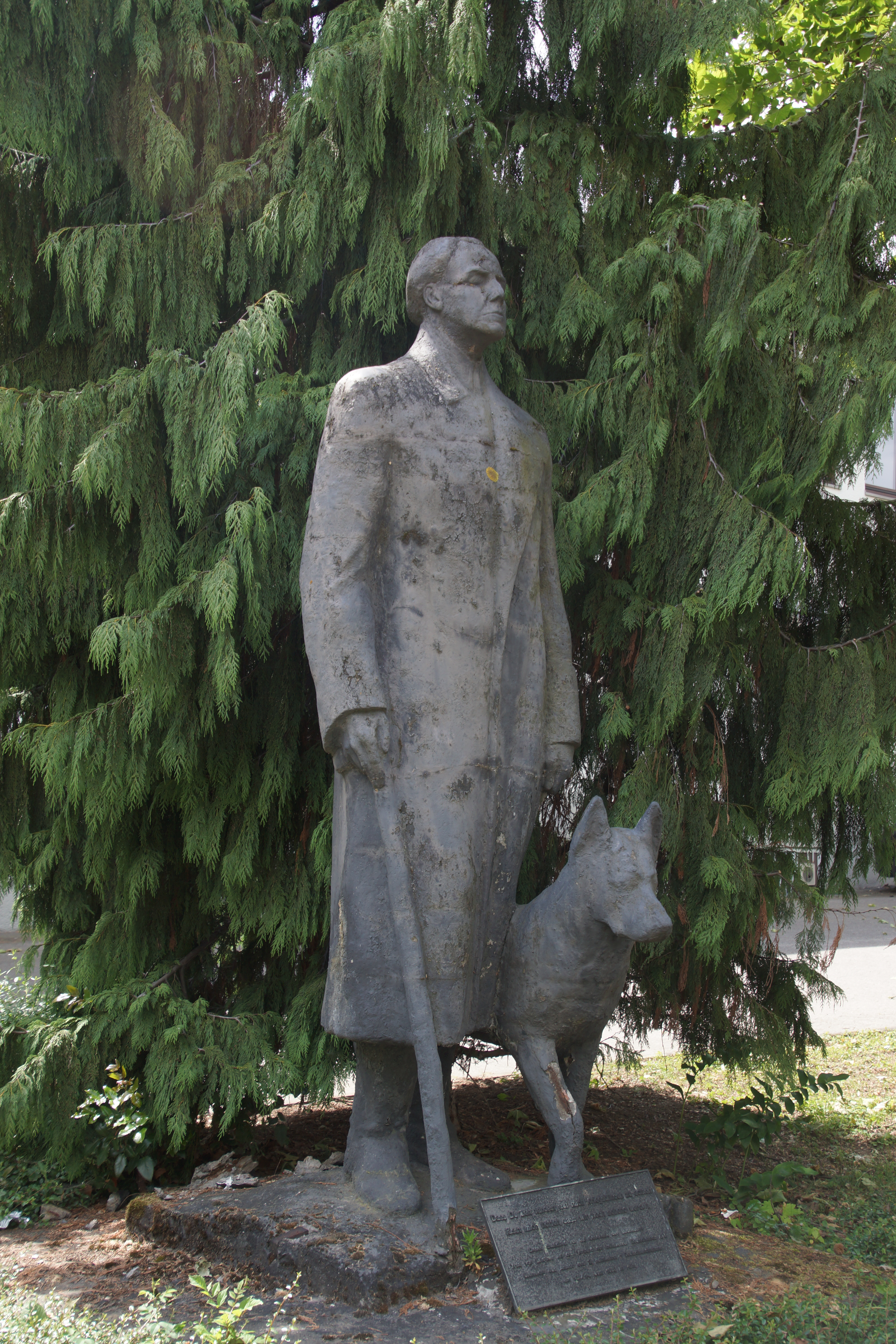
Kriegsblinden-Denkmal in Mehlem, an den Verband der Heimkehrer übereignet aus Anlass des dritten Heimkehrer-Deutschlandtreffens am 13./14. Juni 1959 in Köln

Der Verband der Heimkehrer, Kriegsgefangenen und Vermisstenangehörigen Deutschlands e. V. (VdH) war ein ab 7. September 1950 bestehender Dachverband der vielen lokalen Ortsverbände.

## Zweck und Organisation
Der Heimkehrerverband (VdH) war eine Interessenvertretung von deutschen ehemaligen Kriegsgefangenen des Zweiten Weltkriegs, den Heimkehrern, Spätheimkehrern sowie deren Angehörigen.
Der VdH machte auf die seinerzeit noch in Gefangenschaft befindlichen Soldaten und Verschleppten aufmerksam und unterstützte die Heimkehrer und Spätheimkehrer bei der Wiedereingliederung in die Gesellschaft, trat für Frieden und Freiheit ein.
Der Österreichische Heimkehrerverband, gegründet 1957, ging aus dem „Interessenverband ehemaliger Kriegsgefangener“ hervor.
Der VdH lenkte den Blick auf die unvorstellbare Not, das Elend und die Verzweiflung der teilweise entwurzelten und traumatisierten Heimkehrer. Viele ehemalige Gefangene starben nur wenige Jahre nach der Rückkehr an den erlittenen physischen und psychischen Kriegsfolgen.
Langjähriger Präsident des VdH war Werner Kießling, die Geschäftsstelle hatte ihren Sitz in Bonn – Bad Godesberg. Der VdH verstand sich als eine generationenspezifische Interessenvertretung und verzichtete deshalb auf eine eigene Nachwuchspolitik. Der Bundesverband löste sich zum 7. November 2006 auf. Die Liquidation wurde am 28. November 2007 abgeschlossen.

## Klärung von Vermisstenschicksalen
Über eine Million ehemaliger deutscher Soldaten gelten als vermisst, es lassen sich viele Schicksale bis heute nicht klären. Zu einem Heimkehrer-Deutschlandtreffen in Hannover hatten Angehörige von Vermissten Bilder eingereicht, die in den Messehallen ausgestellt wurden, damit die teilnehmenden Heimkehrer an der Klärung der Schicksale mitwirken konnten. Auf Grund von 45.000 Bildern wurden vor Ort 1400 Vermisstenschicksale geklärt. Die eingereichten Bilder wurden am 22. Juli 1955, nach Abschluss des Treffens, im Rathaus von München an den Suchdienst des Deutschen Roten Kreuzes in München weitergegeben.

## Staatliche Unterstützung
Die Bundesrepublik Deutschland als Rechtsnachfolger des Deutschen Reichs schuf mit dem Heimkehrergesetz die rechtliche Grundlage für eine Entschädigung der Betroffenen.
Das Heimkehrergesetz vom 19. Juni 1950 sah bei Rückkehr nach dem 8. Mai 1946 Ausbildungsbeihilfen vor. Wer nach dem 31. Dezember 1947 zurückkehrte, hatte Anspruch auf bevorzugte Arbeitsvermittlung oder bevorzugte Einstellung in den öffentlichen Dienst. Für den Anspruch auf Entlassungsgeld und Übergangsbeihilfe galt der 30. Oktober 1951 als Stichtag. Für die über den 31. Dezember 1946 hinaus in Gefangenschaft verbrachte Zeit wurde eine Entschädigung gewährt (Kriegsgefangenenentschädigungsgesetz in der Fassung vom 4. Februar 1987). Bei Heimkehr nach dem 30. September 1948 wurden besondere Steuerfreibeträge anerkannt.
Während in der Bundesrepublik Deutschland Entschädigungen bis zu 12.000 DM gezahlt wurden, erhielten diese Personen in der DDR keine Entschädigung. Nach der deutschen Wiedervereinigung wurde 2007 das Heimkehrer-Entschädigungsgesetz beschlossen, am 1. Juli 2008 trat es in Kraft. Seinerzeit Lebende erhielten maximal 1500 Euro. Unterstützung fand der Verband beim damaligen CDU-Bundestagsabgeordneten Hartmut Büttner und dem Staßfurter Bürgermeister Martin Kriesel.

## Landesverband Bayern
Der Landesverband Bayern wurde bei der Gründung als Generationenverband konzipiert. Damit sollten keine weiteren Heimkehrer als die des Zweiten Weltkrieges in den Verband aufgenommen werden, da sonst die Arbeit für Versöhnung und Frieden vergeblich wäre. Mit dieser Beschränkung war das Aussterben des Verbandes schon bei der Gründung vorgegeben. Der Landesverband Bayern des VdH beendete seine Arbeit am 31. Dezember 2007.